# 11 août 1946
Le dimanche 11 août 1946 est le 223e jour de l'année 1946.

## Naissances
- Éric de Montgolfier, magistrat français
- Óscar Berger, président de la République du Guatemala
- Christian Décamps, auteur-compositeur-interprète, organiste et chanteur de rock progressif
- Domokos Bölöni, écrivain hongrois
- John Conlee, chanteur américain
- Marilyn vos Savant, auteure et éditorialiste américaine
- Massimo Firpo, historien italien
- Norbert Thom (mort le 21 avril 2019), économiste germano-suisse
- Patrick Bouchitey, acteur de cinéma, théâtre et télévision, réalisateur, scénariste
- Paul Girot de Langlade, haut fonctionnaire français
- Rodrigo Lara Bonilla (mort le 30 avril 1984), avocat et personnalité politique colombienne
- Teófilo Dueñas, joueur de football espagnol
- Waldemar Korycki, athlète polonais spécialiste du sprint long
- Walter Delle Karth, bobeur autrichien
- Yang Jwing-ming, enseignant reconnu en arts martiaux et médecine traditionnelle chinoise
- Zeev Drori, militaire israélien

## Décès
- Giuseppe Pietri (né le 6 mai 1886), compositeur italien

## Événements
- Fin des championnats du monde de tir à l'arc 1946